# Президентские выборы в Йемене (2006)
Выборы президента прошли в Йемене 20 сентября 2006 года вместе с местными выборами. Действующий президент Али Абдалла Салех из Всеобщего народного конгресса получил 77 % голосов, победив кандидата оппозиционной коалиции Фейсала бен Шамлана.

## Кампании
Салех был президентом современного Йемена с момента его воссоединения в 1990 году до свержения в 2012 года, а ранее был президентом Йеменской Арабской Республики с 1978 по 1990 год. Он стал первым непосредственно избранным президентом Йемена в 1999, получив более чем 96 % голосов. 17 июля 2005 года Салех объявил, что не будет баллотироваться в президенты в 2006, позже подтвердив своё решение от 21 июня 2006 года, обращаясь к однопартийцам. Его заявление спровоцировало массовые демонстрации, призывающие Салеха отменить его решение, а также контрдемонстрации, требовавшие от Салеха придерживаться собственного обещания уйти после 28 лет правления. Однако, на встрече с десятками тысяч сторонников в Сане 24 июня 2006 года Салех отменил своё ранее принятое решение, заявив: «я повинуюсь народному давлению и уступлю стремлению народа; я буду участвовать в предстоящих выборах». Это был не первый раз, когда Салех менял свои решения, и оппозиция считала «народные призывы» к президенту остаться на своём посту постановочным спектаклем.
«Совместное собрание партий» — оппозиционная коалиция, сформированная в 2002 году исламистской партией «Аль-Ислах», Йеменской социалистической партией, зейдитской Партией правды, Юнионистской партией и Союзом народных сил, — 2 июля 2006 года выбрало Фейсала бен Шамлана кандидатом от альянса. До воссоединения Южного и Северного Йемена в 1990 году Шамлан был министром инфраструктуры и нефти в социалистическом правительстве Южного Йемена.
Ахмад Аль-Мажеди из Йеменской Социалистической партии также принял участие в выборах. Однако, так как он выдвинул свою кандидатуру до консультаций с руководством партии, его членство в партии было приостановлено и его обвинили в работе на правительственную партию.

## Перед выборами
29 августа 2006 года племянник Аль-Мажеди Адель Мажеди был застрелен в своём доме неизвестными преступниками. Адель работал в предвыборной кампании своего дяди в своей родной провинции Лахдж.
12 сентября 2006 года, по меньшей мере, 51 человек погибли и более 200 пострадали при давке, вспыхнувшей на стадионе во время митинга, устроенного тысячами сторонников президента Йемена Али Абдаллы Салеха. Была превышена вместимость стадиона.
День выборов был отмечен некоторым насилием; по мнению оппозиции, восемь человек погибли в ходе столкновений. Халед Хасан, оппозиционный кандидат на муниципальных выборах, был убит в столкновении со сторонниками правящей партией в провинции Таиз.

## Результаты
Организаторы выборов отметили, что около пяти миллионов человек проголосовали из около 9,2 миллиона избирателей. оппозиция оспаривает результаты Салеха с 82 % голосов, сказав, что у Салеха 60 % и у бен Шамлана 40 %; она также утверждает, что в ходе выборов были нарушения. В миссии Европейского Союза миссии по наблюдению за выборами назвал выборы «открытыми и подлинным конкурсом», но с «существенным недостатком». Он сказал, что на некоторых избирательных участках было запугивание, нарушение тайны избирателей, проведение предвыборной агитации и голосования несовершеннолетних.
Последующие результаты, при этом большинство (17,000 из 27 000) участков показывали лидерство Салеха, с 3,4 миллиона голосов против 880,000 для Бен Шамлан. Оппозиция, продолжая ссылаться на мошенничество, угрожают массовыми акциями протеста.
Окончательные итоги 23 сентября показали Салех с 77,2 % голосов и Бен Шамлан с 21,8 %. Бин Шамлан впоследствии признал результаты как «реальность», хотя он сказал, что они не отражают волю народа. Салех был приведен к присяге на новый срок 27 сентября.
| Кандидат                                                       | Участник                            | Голосов   | %     |
| -------------------------------------------------------------- | ----------------------------------- | --------- | ----- |
| Али Абдуллы Салеха                                             | Всеобщий народный Конгресс          | 4,149,673 | 77.17 |
| Фейсал Бин Шамлан                                              | «Совместное собрание партий»        | 1,173,075 | 21.82 |
| Фатхи Мохаммед Аль-Азаб                                        | Независимый                         | 24,524    | 0.46  |
| Ясин Абдо Саид не’Аман                                         | Национальный Совет Оппозиции        | 21,642    | 0.40  |
| Ахмад Аль-Мажеди                                               | Независимый                         | 8,324     | 0.16  |
| Недействительные голоса                                        | Недействительные голоса             | 648,580   |       |
| Всего                                                          | Всего                               | 6,025,818 | 100   |
| Зарегистрированных избирателей/явка                            | Зарегистрированных избирателей/явка | 9,247,390 | 65.16 |
| Источник: МФИС Архивная копия от 8 мая 2018 на Wayback Machine |                                     |           |       |